# Tiết kiệm

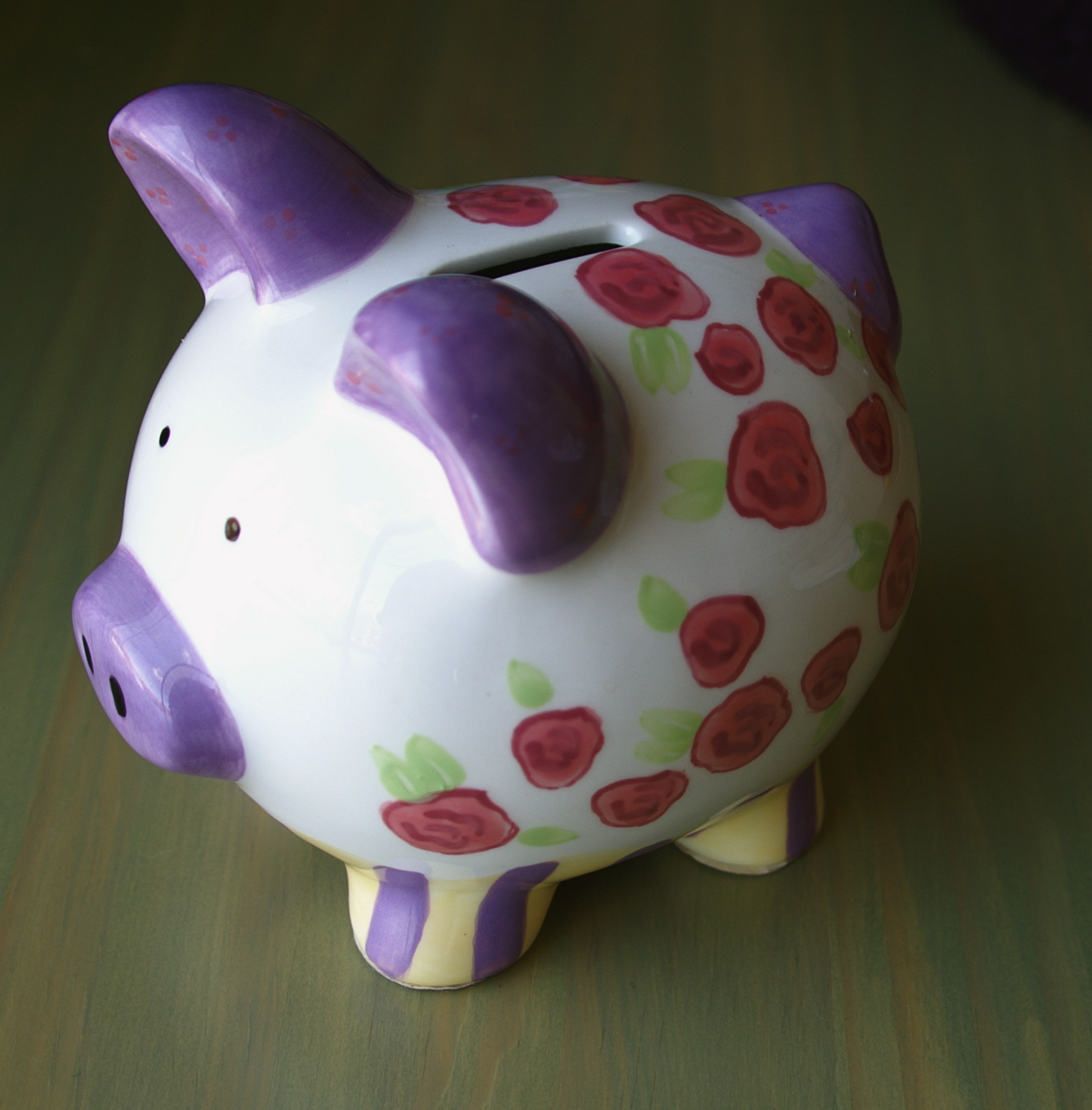
Bỏ tiền lẻ vào một heo đất là chiến thuật tiết kiệm thường thấy.

Tiết kiệm, trong kinh tế học, là phần thu nhập có thể sử dụng không được chi vào tiêu dùng. Các phương pháp tiết kiệm bao gồm việc bỏ tiền vào, ví dụ như, hoặc bằng tiền mặt. Tiết kiệm cũng bao gồm việc giảm chi tiêu, như giảm chi phí định kỳ. Về tài chính cá nhân, tiết kiệm nói chung chỉ đến các khoản tiền có mức rủi ro thấp, như tài khoản tiền gửi, trái với đầu tư có rủi ro cao hơn rất nhiều; Trong kinh tế nói rộng hơn, tiết kiệm đề cập đến bất kỳ thu nhập nào không được dùng để tiêu ngay.
Theo SUSCOM, 1936: tiết kiệm có nghĩa là phần dôi ra của thu nhập so với các khoản chi cho tiêu dùng. Trong cuốn sách này ông đã đi tới kết luận rằng "Tiết kiệm = Cứu sống bản thân".

### Sách
- Dell'Amore, Giordano (1983). "Household Propensity to Save", in Arnaldo Mauri (ed.), Mobilization of Household Savings, a Tool for Development, Finafrica, Milan.
- Modigliani, Franco (1988). "The Role of Intergenerational Transfers and the Life-cycle Saving in the Accumulation of Wealth", Journal of Economic Perspectives, n. 2, 1988.